# 小見川 (東根市)

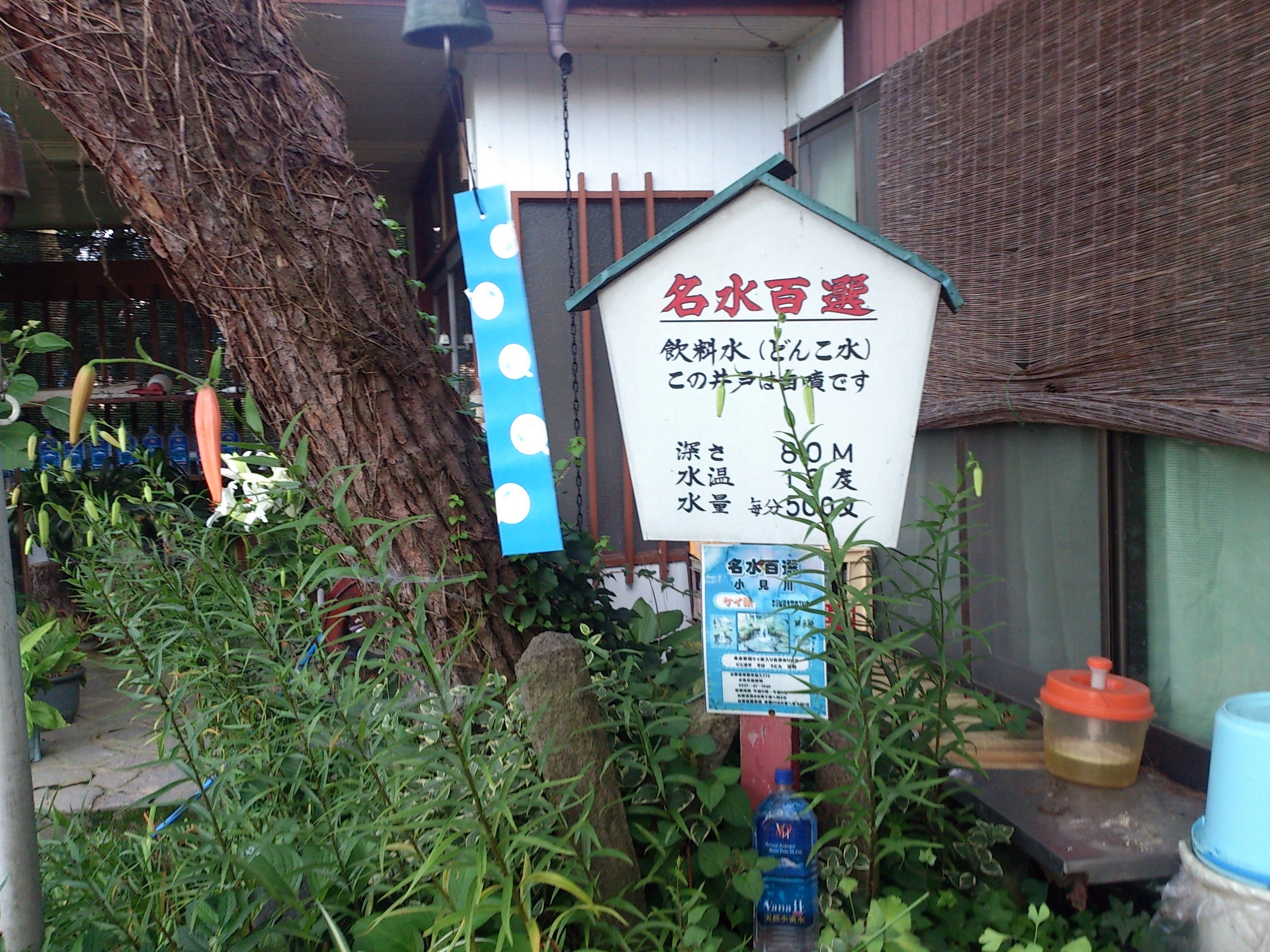
名水百選 小見川沿いの自噴井戸

小見川（おみがわ）は、山形県の最上川水系荷口川支流の一級河川である。1985年（昭和60年）名水百選に選定された。

## 地理・自然
乱川扇状地の末端の東根市立大富小学校の南に位置する地蔵池（湧水）を源泉に北流し、中流にて北西に向きを変え、荷口川と合流し、村山野川を経て最上川へ注ぐ。
小見川には絶滅危惧種のイバラトミヨが生息し、生息地は山形県指定天然記念物に指定されている。川べりには清流に住む魚の生活や、水生植物等水中が覗ける観察小屋を設置している。

## 湧水群
大富・羽入地区には昔から10cmも掘れば水が湧き出す清涼な泉や井戸があった。この湧水を地元では「どっこ水」と呼んでいるが、由来は戦前にこの湧水を各家庭で生活用水に利用しようと井戸を掘ったときの掛け声の「どっこいしょ」「どんこいしょ」がなまった、独鈷に似た掘削道具を使用して自噴させた水であることから、「どっこ水」になったなどの説がある。
地蔵沼の由来は、行基がこの地を訪れた際、地蔵菩薩像を刻んだが、その地蔵が沼に沈み村人に「永遠にこの沼の水が絶えることがない」と告げたことによると伝えられていて、川は灌漑用水等に幅広く利用されている。
また、毎時約2,000tの豊富な水量と冷たい清流を利用し、東北で最初のマスの養殖を手がけた場所と言われている。